# Renzo Rubino
Renzo Rubino es el nombre artístico de un cantante italiano. Nacido el 17 de marzo de 1988 en Martina Franca (Tarento, Apulia) bajo el nombre de Oronzo Rubino.

## Biografía

### Participación al Festival de San Remo
En 2013 el cantante participó en el Festival de la Canción de San Remo con la canción "Il postino (amami uomo)". La canción termina tercera en la final de los Jóvenes, pero recibió el Premio de la Crítica Mia Martini 2013. Por el contrario, en el televoto la canción fue primera.
En 2014 Rubino volvió a participar en San Remo, pero en esta oportunidad compitió entre los "Campeones". Las piezas musicales que exhibió fueron "Ora" y "Per sempre e poi basta". El televoto definió que "Ora" fuera la canción elegida a participar hasta el final y llegó a estar entre los tres finalistas, saliendo 3º. La otra canción recibió el premio a "Mejor arreglo musical".

### ÁlbumPoppins
El 14 de febrero de 2013 sale a la venta su segundo álbum "Poppins", editado por la Warner Music. El mismo incluye el tema con el cual participó en el Festival de San Remo. Ese mismo año también participó por primera vez del Concierto del Primero de Mayo que se organiza en Porta San Giovanni en Roma para el Día Internacional de los Trabajadores.

## Discografía

### Álbum
| Año  | Título         |
| ---- | -------------- |
| 2011 | Farvavole      |
| 2013 | Poppins        |
| 2014 | Secondo Rubino |

### Singles
| Año  | Título                  |
| ---- | ----------------------- |
| 2013 | Il postino (amami uomo) |

### Videoclip
- 2013 - Il postino (amami uomo)

## Tour
- 2011 -  Farfavole Tour[4]

## Premios y reconocimientos
- 2011 - Ganador de la edición del festival "Musicultura" con il single Bignè,  canción más votada por el público de Rai Radio 1.
- 2013 - Premio de la crítica "Mia Martini" - sección jóvenes del Festival de San Remo.[5]

## Participaciones en el Festival di San Remo
| Año y Categoría      | Pieza (Autor - Compositor)   | Intérprete   | Posición Televoto | Posición final |
| -------------------- | ---------------------------- | ------------ | ----------------- | -------------- |
| Sanremo Giovani 2013 | Il postino (amami uomo)      | Renzo Rubino | 1º                | 3º             |
| Sanremo 2014         | Ora / Per sempre e poi basta | Renzo Rubino |                   |                |